# 黑臉扮裝

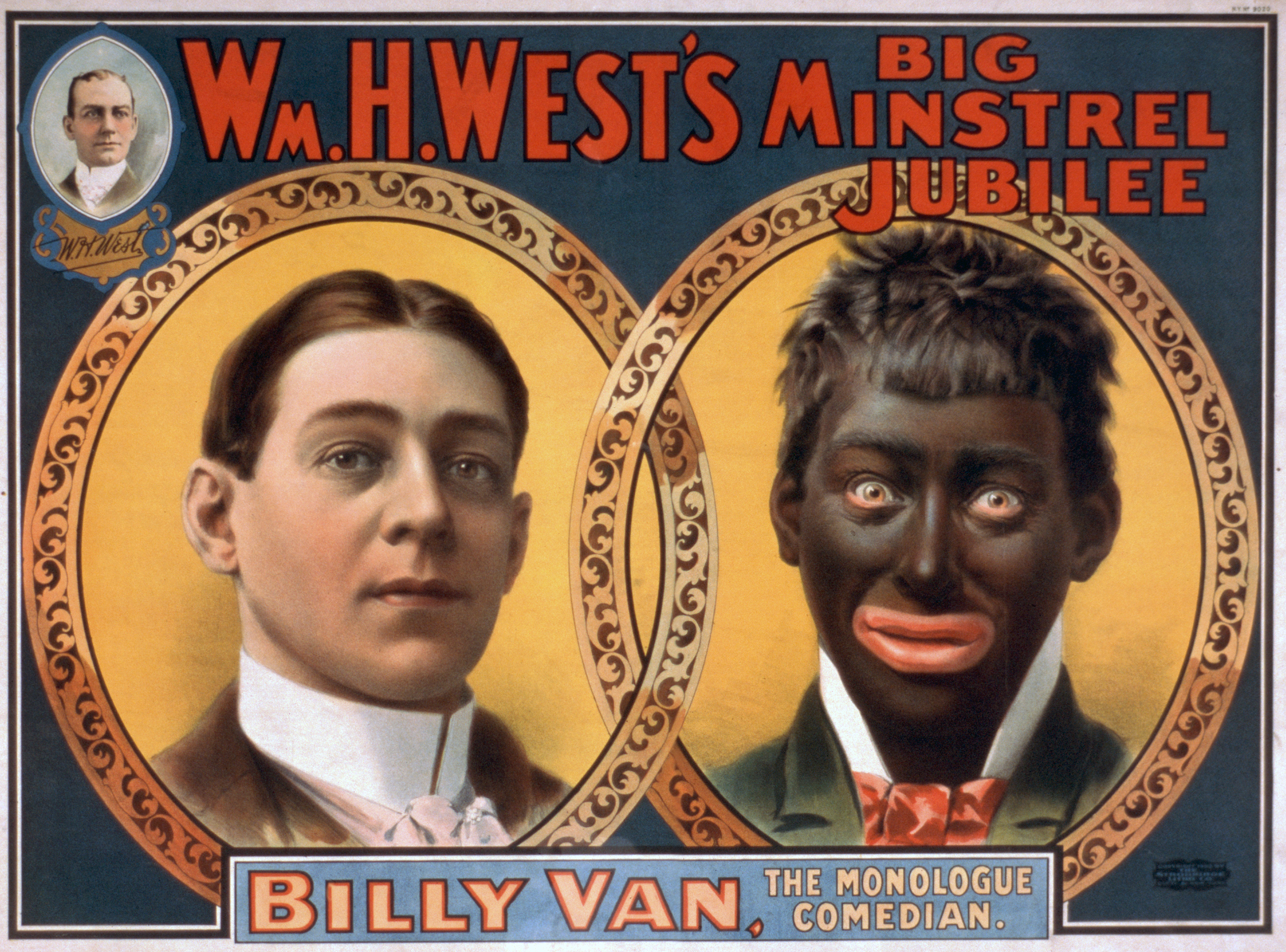
這幅海報描繪了一位歐裔白人變裝為非裔黑人的形象，以宣傳威廉·H·韋斯特於1900年的黑臉走唱秀。

黑臉扮裝（Blackface）是指表演者使用燒焦軟木、鞋油或戲劇化妝品模仿黑人，並在舞台或娛樂活動中誇張的呈現該者的刻板印象。關於黑臉妝的起源與定義，學術界存在不同觀點。一些學者採取全球視角，將其起源追溯至中世紀歐洲的神秘劇，當時白人表演者使用瀝青和煤來模仿惡魔或被詛咒的靈魂。另一些人認為，其起源可追溯至英國文藝復興時期的戲劇作品，例如莎士比亞的《奧賽羅》。也有學者認為黑臉扮裝是一種僅限於美國文化的特定現象，其起源於19世紀初的黑臉走唱秀。這種表演形式反映當時美國白人勞工階級對經濟、政治和社會邊緣化的不滿。
黑臉扮裝在19世紀至20世紀初成為美國流行的娛樂形式，助長了種族刻板印象的傳播，如「吉姆·克勞」（Jim Crow）、「種植園上無憂無慮的黑人」（happy-go-lucky darky on the plantation）和「矯飾黑人」（Zip Coon）。 19世紀中期，黑臉走唱秀已發展成一種具有鮮明美國特色的藝術形式，甚至將歌劇等正式作品以通俗的方式改編為大眾表演。 這類表演早期由白人表演者主導，但到了1840年代後開始出現全黑人劇團的黑臉走唱秀巡演，同時黑人藝人也會參與白人主導的演出。一些知名的黑臉走唱秀表演者和創作者包括伯特·威廉斯、鮑勃·科爾和J. 羅莎蒙德·約翰遜。
20世紀初，黑臉扮裝逐漸從黑臉走唱秀中分離，成為一種獨立的娛樂形式，例如諷刺《湯姆叔叔的小屋》的「湯姆秀」（Tom Shows）。然而，從1940年代開始，黑臉扮裝在美國的流行度逐漸下降，至1950年代和1960年代的民權運動期間，這類表演雖偶有出現卻已不再主流。到20世紀末，黑臉扮裝在美國普遍被認為具有高度冒犯性、不尊重和種族歧視的意味，然而類似的表演形式也出口至其他國家並在某些地區引發爭議。

## 早期歷史
黑臉扮裝的起源一直存在爭議。亞利桑那州立大學教授阿揚娜·湯普森認為，黑臉扮裝可追溯至中世紀歐洲的神蹟劇或神秘劇，當時表演者使用瀝青和煤煙將皮膚塗黑，以描繪腐敗的靈魂、惡魔或魔鬼。路易斯安那州立大學教授安東尼·巴塞勒米（Anthony Barthelemy）補充指出，許多劇本中，墮落的靈魂和犯罪後的路西法會以黑色形象呈現。 另一方面，文化評論家約翰·斯特勞斯博認認為，黑臉扮裝是源自白人基於娛樂和啟蒙而展示黑人的行為，最早可追溯到1441年、西非俘虜在葡萄牙被公開展示的時期。另外，在伊麗莎白時代和雅各賓時代的戲劇中，白人經常扮演黑人角色，例如《奧賽羅》。然而當時的表演並未模仿或誇張描繪黑人的天生特質，如音樂感和運動能力等。
美國非裔美國人歷史和文化國家博物館於2023年發表的網路文章中指出黑臉扮裝的誕生可能源自於階級鬥爭。文中引用歷史學家戴爾·科克雷爾（Dale Cockrell）的觀點，認為貧窮與工人階級的白人，由於在政治、經濟和社會層面受到夾擊，於是發明了黑臉走唱秀和黑臉扮裝作為表達壓迫感的方式。他們身為多數群體的一部分，卻被排除在主流白人之外，這種矛盾推動了黑臉扮裝的興起。
黑臉扮裝通過貶低和刻意誇張的形象將曾被奴役者物化，進一步助長種族蔑視和刻板印象的擴散。尼日利亞作家欽努阿·阿契貝（Chinua Achebe）指出：「刻板印象的整個概念就是簡化。」馬提尼克出身的黑人詩人艾梅·塞泽尔則表示，殖民者將「他者」塑造成野蠻人，以維持其自詡的文明使命和優越感。

## 歷史

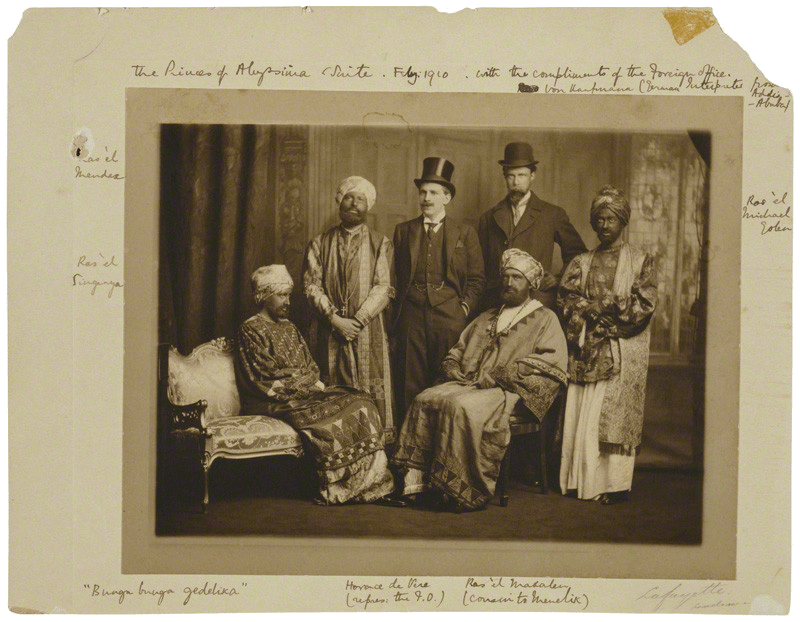
The Dreadnought hoaxers in Abyssinian costume

黑臉為美國劇院的表演傳統，大約在1830年左右開始出現了100年。它在英國也迅速流行，這種傳統的持續時間比美國更長，出現在黃金時段電視上，最著名的是在1978年完結的《黑白吟遊歌手秀》，和1976年及1981年《百貨店奇遇記》的聖誕節特輯。
直至為歧視美國黑人的爭議性而消失。
到20世紀中葉，人們對種族和種族主義的態度發生了變化，有效地結束了在美國和其他地區的表演中使用黑臉化妝的重要性。黑臉在當代藝術中仍然相對有限地被用作戲劇手段，如今在社會評論或諷刺中更為普遍。黑臉最持久的影響也許是它在向國際觀眾介紹非裔美國人文化的過程中建立的先例，儘管這是通過歪曲的鏡頭進行的。黑臉的佔有，剝削和同化非裔美國人文化以及由此產生的種族間藝術合作，只是在當今世界流行文化中有利可圖的包裝，營銷和傳播非裔美國人文化表現形式及其無數衍生形式的序幕。
隨著1960年代民權運動的最終成功，這種公然的種族主義作為得以在美國終結，黑臉成為美國人的忌諱之中。

## 相關事件
黑臉的吟遊詩人是非裔美國人和受非裔美國人影響的音樂，喜劇和舞蹈首先傳播到美國白人主流的渠道。它在向世界觀眾介紹非裔美國人文化方面發揮了開創性的作用。

### 美國
帶有標誌性“陰暗”圖像的商品，從餐具，肥皂和玩具彈珠到家居飾品和T卹，將繼續製造和銷售。一些是歷史文物的複製品（“ negrobilia ”），而其他則是為當今市場設計的（“幻想”）。尤其是在美國，此類產品有蓬勃的利基市場。自1970年代以來，深色圖像（葡萄酒收藏品）原始示例的價值一直穩定增長。
白人大學生戴黑臉有幾起煽動性事件。此類事件通常在萬聖節前後升級，學生被指控長期存在種族刻板印象。
黑臉表演在邁阿密的拉丁裔社區中並不罕見。隨著來自不同國家，種族，種族，階級和教育背景的講西班牙語的人在美國定居，他們不得不努力與其他美國出生和移民的群體進行重新分類。例如，黑臉表演試圖通過與民族身份衝突的美國種族和族裔分類來工作。一個典型的例子是拉丁美洲人的形象及其作為典型的多米尼加人的普遍體現。
知名實境秀節目《全美超級模特兒新秀大賽》，分別在第四季和第十三季的拍攝主題，安排某些白人參賽選手把皮膚塗黑，也讓部分網友提出質疑，數月前節目主持人兼製作人的泰拉·班克斯接受專訪時，被問到第十三季，將模特兒「塗黑」的拍攝挑戰時，她決定為這些爭議事件道歉。泰拉·班克斯透過視訊出面道歉：「我為此表示歉意。因為我們把這些畫面播出去，就連我事後回過頭再看，我也覺得『這不對！』我當初只是覺得每一種膚色都很美，想要藉由上色的方式，向世界傳達不同顏色的美。然而，事後我才察覺，這可能會形成反效果。」
「我們做得不對，我們為此感到抱歉。」泰拉·班克斯意識到過去在節目中做出的決策是錯的。
在2020年喬治·弗洛伊德逝世後就對非裔美國人的待遇提出抗議之後，以黑臉扮裝為主題的受歡迎電視節目的插播被取消了發行。其中包括黃金女郎、辦公室、超級製作人、废柴联盟、实习医生成长记。

### 相關事物
不少事件因為此而引起爭議，也有不少的虛構角色捲入其中。也有以下事件 例如：
然而，受黑臉啟發的肖像畫在亞洲的流行媒體中仍在繼續。在日本，1960年代初，一種叫做Dakkochan的玩具大受歡迎。Dakkochan是一個黑人孩子，有著紅色的大嘴唇和一條草裙。那裡有男孩和女孩的玩偶，而女孩則以蝴蝶結來區分。據說娃娃的黑皮膚很重要，並且與爵士樂的流行聯繫在一起。小說家河野天星甚至說：“年輕一代是政治和社會的流浪者。從某種意義上說，我們就像黑人一樣，有著長期的壓迫和誤解，我們與他們相似。”
黑人牙膏因為黑臉而宣布將變更名稱，但最終維持原名。
《寶可夢》中的一個虛構生物迷唇姐因為有黑臉而遭到撻伐，遂把她的臉改成其他顏色，另外動畫《精靈寶可夢 太陽&月亮》的第64集「小智與投擲猴！友情的達陣!!」也因為這樣而在西方國家未有播出。

## 另見
- 文化挪用
- 小黑人桑波，因為此類爭議而受到影響的書籍
- 美國電影和戲劇中對東亞人的寫照中有「黃臉」一說。

## 註解
1. ↑  . National Museum of African American History and Culture.   [2024-09-23]. （原始内容存档于2023-04-25） （英语）.
2. ↑  For the "darky"/"coon" distinction see, for example, note 34 on p. 167 of Edward Marx and Laura E. Franey's annotated edition of Yone Noguchi, The American Diary of a Japanese Girl, Temple University Press, 2007, ISBN 1592135552. See also Lewis A. Erenberg (1984), Steppin' Out: New York Nightlife and the Transformation of American Culture, 1890–1930, University of Chicago Press, p. 73, ISBN 0226215156. For more on the "darky" stereotype, see J. Ronald Green (2000), Straight Lick: The Cinema of Oscar Micheaux, Indiana University Press, pp. 134, 206, ISBN 0253337534; p. 151 of the same work also alludes to the specific "coon" archetype.
3. ↑  Nowatzki, Robert. . Éire-Ireland. 2006, 41 (3): 162–184. S2CID 161886074. doi:10.1353/eir.2007.0010. Project MUSE 207996.
4. ↑  Rehin, George F. . The Journal of Popular Culture. December 1975, 9 (3): 682–701. doi:10.1111/j.0022-3840.1975.0903_682.x. ProQuest 1297376766.
5. ↑  Mahar, William John. . University of Illinois Press. 1999: 9. ISBN 978-0-252-06696-2.
6. ↑  Sweet, Frank W. . Boxes & Arrows, Incorporated. 2000: 25. ISBN 978-0-939479-21-4.
7. ↑  Clark, Alexis. "How the History of Blackface Is Rooted in Racism （页面存档备份，存于）". History. A&E Television Networks, LLC. 2019.
8. ↑  Desmond-Harris, Jenée. . Vox. 29 October 2014  [2020-05-20]. （原始内容存档于2019-05-23）.
9. ↑  Garen, Micah; Carleton, Marie-Helene; Swaab, Justine. . Al Jazeera. 27 November 2019  [2024-11-19]. （原始内容存档于2024-12-26）. Protesters have rallied against the Dutch blackface tradition
10. ↑  Thelwell, Chinua. . Amherst: University of Massachusetts Press. 2020. ISBN 978-1-61376-766-5. Project MUSE book 77081.[页码请求]
11. ↑  Ayanna Thompson. . Smithsonian. April 29, 2021  [2024-11-19]. （原始内容存档于2024-12-21）.
12. 1 2  Strausbaugh 2007，第35–36頁
13. 1 2  Strausbaugh 2006，第62頁
14. 1 2 3  . National Museum of African American History and Culture.   [2023-09-30]. （原始内容存档于2023-04-25） （英语）.
15. ↑  Kelley, Robin D. G. . Beacon Press. 2003: 174. ISBN 978-0-8070-0977-2.
16. ↑  . . 第4系列. 第7集. 1976-12-06. BBC1.
17. ↑  . . 第8系列. 第8集. 1981-12-24. BBC1.
18. ↑  Leah Dilworth (2003), Acts of Possession: : Collecting in America, Rutgers University Press, p. 255, ISBN 0813532728.
19. ↑  Johnson, Sophie."'Blackface' incident ignites campus （页面存档备份，存于）." Whitman College Pioneer, October 26, 2006. Retrieved November 27, 2007.
20. ↑  Walter, Vic."Gates' Unfinished Business: Racism at Texas A&M （页面存档备份，存于）." ABC News, The Blotter, November 10, 2006. Retrieved November 27, 2007.
21. ↑  Editorial. "Blackface a Black Mark for Every Student （页面存档备份，存于） The Daily Illini, October 31, 2007. Retrieved on 12-2-07.
22. ↑  Connolly, Joe. "Blackface Makes Its Way To College Campuses （页面存档备份，存于）." The Daily Orange, November 11, 2003. Retrieved on 11-26-07.
23. ↑  'America's Next Top Model' is getting backlash years later as people realize there was blackface and problematic commentary on the show
24. ↑  Shafer, Ellise. . Variety. 28 June 2020  [2020-08-16]. （原始内容存档于2021-04-14） （英语）.
25. ↑  "Black-Face Minstrelsy" （页面存档备份，存于）. virginia.edu. Retrieved on November 26, 2015.
26. ↑  PCL., Post Publishing. . www.bangkokpost.com.   [October 24, 2018].
27. ↑  .   [October 24, 2018]. （原始内容存档于2021-04-14）.
28. ↑  Grundy, Tom. . Hong Kong Free Press. November 27, 2020  [November 27, 2020]. （原始内容存档于2021-02-17）.
29. ↑  該集中小智為了贏得投擲猴們的信任而把自己的臉塗成了與後者相似的黑臉，. August 5, 2015  [October 24, 2018]. （原始内容存档于2020-08-08）.